# Bourse Sloan
Les Bourses Sloan de recherche sont accordées chaque année par la fondation Alfred P. Sloan, depuis 1955 afin « de fournir le soutien et la reconnaissance à des scientifiques et des savants en début de carrière ». Les lauréats sont appelés Sloan Fellows ou boursiers Sloan. Les boursiers Sloan de recherche sont  distincts des Sloan Fellows (en) dans le domaine des affaires.
Les bourses ont été initialement attribuées en physique, en chimie et en mathématiques. Des récompenses ont été ajoutées plus tard dans les neurosciences (1972), les sciences économiques (1980), l'informatique (1993) et la biologie moléculaire computationnelle et évolutionnaire (2002). Ces bourses de deux ans sont attribuées à 126 chercheurs chaque année. Depuis le début du programme en 1955, 43 boursiers ont gagné un prix Nobel et 16 ont obtenu la médaille Fields en mathématiques.

## Conditions d'admissibilité
La fondation a soutenu des scientifiques qui sont des parents en leur permettant de bénéficier de temps supplémentaire après leur doctorat, temps durant lequel ils restent admissibles pour le prix :
« Les candidats pour des Bourses Sloan de Recherche doivent avoir un doctorat (ou l'équivalent) en chimie, en physique, en mathématiques, en informatique, en économie, en neurosciences ou en biologie moléculaire, ou dans un domaine interdisciplinaire, et doivent être membres de la faculté régulière (c'est-à-dire, tenure track) d'un collège ou une université aux États-Unis ou au Canada. Ils ne doivent pas avoir passé plus de six ans à compter de l'achèvement du plus récent doctorat ou l'équivalent, selon l'année de leur nomination, à moins que des circonstances spéciales, telles que le service militaire, un changement de domaine, ou l'éducation des enfants soient pris en compte ou s'ils ont eu un poste en faculté depuis moins de deux ans. Si l'une des circonstances ci-dessus s'applique, la lettre de candidature (voir ci-dessous) devrait fournir une explication claire. Alors que les Boursiers sont censés être à un stade précoce de leur carrière en recherche, il devrait y avoir des preuves solides de réalisations de recherche indépendante. Les candidats dans tous les champs sont normalement au-dessous du rang de professeur agrégé et ne détiennent pas de mandat, mais ce ne sont pas des exigences strictes. La Fondation Alfred P. Sloan accueille les candidatures de tous les candidats qui remplissent les standards élevés traditionnels du programme et encourage fortement la participation des femmes et des membres de groupes de minorités sous-représentées ».

## Boursiers célèbres

### Lauréats du prix Nobel de physique
- 1965 Richard Feynman (SRF 1955)
- 1969 Murray Gell-Mann (SRF 1957)
- 1972 Leon Neil Cooper (SRF 1959)
- 1979 Sheldon Glashow (SRF 1962)
- 1979 Steven Weinberg (SRF 1961)
- 1980 Val Logsdon Fitch ( SRF 1960)
- 1980 James Watson Cronin (SRF 1962)
- 1982 Kenneth Geddes Wilson (SRF 1963)
- 1988 Jack Steinberger (SRF 1958)
- 1988 Melvin Schwartz (SRF 1959)
- 1995 Frederick Reines (SRF 1959)
- 2000 Alan Heeger (SRF 1963 – chimie)
- 2001 Carl Wieman (SRF 1984)
- 2004 David J. Gross (SRF 1970)
- 2004 H. David Politzer (SRF 1977)
- 2004 Frank Wilczek (SRF 1976)
- 2005 Theodor W. Hänsch (SRF 1973)
- 2018 Donna Strickland (SRF 1998)

### Lauréats du prix Nobel de chimie
- 1981 Roald Hoffmann (SRF 1966)
- 1986 Dudley Robert Herschbach (SRF 1959)
- 1986 Yuan Tseh Lee (SRF1969)
- 1986 John Polanyi (SRF1959)
- 1990 Elias James Corey (SRF 1955)
- 1992 Rudolph Marcus (SRF 1960)
- 1995 Mario J. Molina (SRF 1976)
- 1996 Robert Curl (SRF 1961)
- 1996 Richard Smalley (SRF 1978)
- 1999 Ahmed Zewail (SRF1978)
- 2000 Alan MacDiarmid (SRF 1959)
- 2001 K. Barry Sharpless (SRF 1973)
- 2005 Robert Grubbs (SRF 1974)
- 2005 Richard R. Schrock (SRF 1976)
- 2013 Martin Karplus (SRF 1959)
- 2013 Arieh Warshel (SRF 1978)

### Lauréats du prix Nobel en économie
- 1994 John Forbes Nash (bourse Sloan de Recherche en Mathématiques)
- 2007 Eric Maskin
- 2007 Roger Myerson
- 2012 Alvin Roth
- 2013 Lars Peter Hansen
- 2014 Jean Tirole
- Emi Nakamura

### Lauréats du prix Nobel de médecine
- 1997 Stanley Prusiner (bourse Sloan de Recherche en Neurosciences)
- 2003 Paul Lauterbur
- 2004 Linda B. Buck (bourse Sloan de Recherche  en Neurosciences)

### Médaillés Fields
- 1962 John Milnor (SRF 1955)
- 1966 Paul Cohen (SRF 1962)
- 1966 Stephen Smale (SRF 1960)
- 1970 Heisuke Hironaka (SRF 1962)
- 1970 John Griggs Thompson (SRF 1961)
- 1974 David Mumford (SRF 1962)
- 1978 Charles Fefferman (SRF 1970)
- 1978 Daniel Quillen (SRF 1967)
- 1982 William Thurston (SRF 1974)
- 1982 Shing-Tung Yau (SRF 1974)
- 1986 Michael Freedman (SRF 1980)
- 1990 Vaughan Jones (SRF 1983)
- 1998 Curtis Tracy McMullen (SRF 1988)
- 2002 Vladimir Voïevodski (SRF 1997)
- 2006 Andreï Okounkov (SRF 2000)
- 2006 Terence Tao (SRF 1999)

### Autres
- 1992 Donna Testerman
- 2020 Hao Huang